# Tour Michelet
Tour Michelet  är en skyskrapa i La Défense i Paris storstadsområde i Frankrike.
När det stod klart 1985 var det 127 meter höga kontorstornet det nionde högsta i affärsdistriktet La Défense. Byggnaden har 34 våningar och en yta på cirka 75 750 kvadratmeter.